# 로머 (프로게이머)
로머(본명: 조우진, 2003년 8월 3일 ~ )는 대한민국의 리그 오브 레전드 프로게이머로 포지션은 미드라이너이다. 아이디는 Roamer이다. 현재 한화생명 e스포츠 소속이다.

## 선수 생활
2021시즌을 앞두고 프레딧 브리온의 2군팀에 입단하면서 프로 커리어를 시작했다. 2021시즌 종료 후 팀에서 퇴단했다.
2022시즌을 앞두고 한화생명 e스포츠에 입단했다.

## 소속팀
| # | 팀명             | 소속 기간          | 소속 리그 | 비고 |
| - | ---------------- | ------------------ | --------- | ---- |
| 1 | 프레딧 브리온    | 2021.01~2021.11.12 | LCK       |      |
| 2 | 한화생명 e스포츠 | 2021.12.13~        | LCK       |      |

## 수상 내역
- 로지텍 G 루키 인비테이셔널 2020 준우승
- LCK 아카데미 시리즈 2020 8월 대회 준우승
- LCK 아카데미 시리즈 2020 9월 대회 우승